# بخش لئون
بخش لئون (به لاتین: León Department) یک منطقهٔ مسکونی در نیکاراگوئه است که در نیکاراگوئه واقع شده‌است. بخش لئون ۵٬۱۰۷ کیلومتر مربع مساحت و ۳۸۹٬۶۰۰ نفر جمعیت دارد.

## خواهرخوانده
شهر گوتینگن خواهرخواندهٔ بخش لئون هست.